# Francesca Cardinale
Francesca Luce Cardinale (Roma, 1990) è un'attrice italiana.

## Biografia
Nata e cresciuta a Roma, è nipote della celebre attrice Claudia Cardinale, e come lei si è formata presso il Centro sperimentale di cinematografia di Roma, diplomandosi nel 2013 per intraprendere il mestiere di attrice. Ha partecipato a vari corsi di formazione con Roberto Herlitzka, Ivana Chubbuck e Bernard Hiller. Ha inoltre frequentato un laboratorio di formazione circense, corsi della scuola di formazione Teatro Azione e dell’Università del Surrey in Inghilterra. 
Il suo debutto cinematografico avviene con la piccola interpretazione di Melania in Anni felici per la regia di Daniele Luchetti dove affianca attori affermati come Micaela Ramazzotti e Kim Rossi Stuart. Tra gli altri film ricordiamo Una gita a Roma di Karin Proia,  e nello stesso periodo The Cure di Andrea Andolina. Gira in Colombia la pellicola Pacifico di Gonzalo Gutierrez.
Prende parte a numerose fiction televisive e film per la televisione tra le quali I liceali e Il sorteggio. Ha inoltre preso parte a vari spot per il talk show Ballarò e per l'Associazione Italiana degli Ostetrici. 
In teatro ha collaborato al tour internazionale della compagnia di Pippo Delbono a Mosca nel 2014 e all'allestimento di due produzioni per il Festival Quartieri dell'arte: il Faust di Fernando Pessoa, diretto da Alessio Pizzech nel 2012 e Living under Glass di Ewald Palmetshofer, diretto da Marco Bellocchi. Recita presso il Teatro Tor di Nona nello spettacolo Sin nel 2013 diretto da Fabrizio Parenti. Nel 2019 entra a far parte del cast del cortometraggio I sogni sospesi diretto da Manuela Tempesta, con protagonista Melania Dalla Costa, finalista al Los Angeles Cine Fest, e successivamente ai film La freccia del tempo per la regia di Carlo Sarti e poi in Credo in un solo padre, per la regia di Luca Guardabascio, al suo esordio da regista.

## Filmografia

### Cinema
- Anni felici, regia di Daniele Luchetti (2013)
- Pacifico, regia di Gonzalo Gutierrez (2016)
- Una gita a Roma, regia di Karin Proia (2016)
- 1991, regia di Riccardo Trogi (2018)
- Documentario Bernini racconta Bernini, regia di Andrès Arce Maldonado (2018)
- La freccia del tempo, regia di Carlo Sarti (2019)
- Credo in un solo padre, regia di Luca Guardabascio (2019)
- Oltre il confine, regia di Emiliano Ferrera (2024)
- Un posto sicuro, regia di Luca Tartaglia (2025)

### Televisione
- Il sorteggio, regia di  Giacomo Campiotti – film TV (2010)
- I liceali 3 – serie TV (2011)
- Odissea sul divano – Web serie (2020) di Michele Abbondanza e Marco Iannitello
- Splendida cornice – programma TV (2024)

### Cortometraggi
- La tela, regia di Sergio Rubini (2013)
- La Cura, regia di Andrea Andolina (2015)
- L'albero delle scarpe, regia di Sebastian Maulucci (2017)
- I sogni sospesi, regia di Manuela Tempesta (2019)
- Black Town, di Emiliano Ferrera (2022)

### Pubblicità
- Ballarò, regia di Paolo Genovese - campagna pubblicitaria (2012-2013)
- Le avventure del giorno dopo, regia di Carlotta Cerquetti (2014)

## Teatro
- Dialoghi da Woody Allen, regia di Cristiana Vaccaro (2010)
- Le profetiche sorelle, regia di Kira Ialongo (2010)
- Il Faust, di Fernando Pessoa, regia di Alessio Pizzeck. Centro Sperimentale di Cinematografia (2012)
- Living Under the Glass, regia di Marco Belocchi (2013)
- Enrico V, di William Shakespeare, regia di Pippo Delbono. Mosca (2013)
- La Conferenza degli uccelli, regia di Anna Redi. Napoli (2018)